# Randy Krummenacher

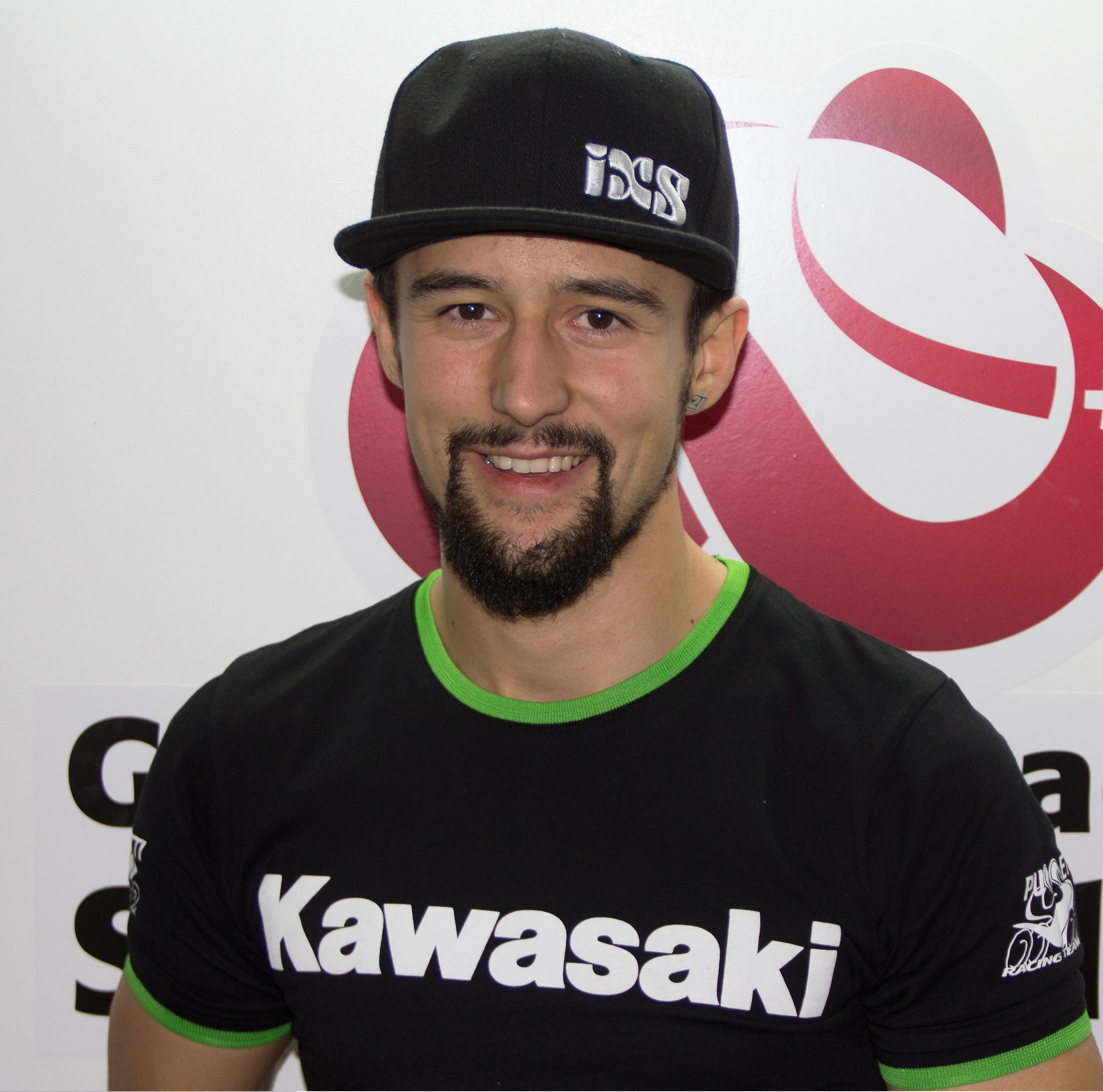
Randy Krummenacher in 2017.

Randy Krummenacher (Grüt, 24 februari 1990) is een Zwitsers motorcoureur. In 2019 werd hij kampioen in het wereldkampioenschap Supersport. Daarvoor reed hij tussen 2006 en 2015 in het wereldkampioenschap wegrace.

## Carrière
Krummenacher reed tussen 2004 en 2006 in diverse 125 cc-kampioenschappen in Europa, waaronder het Spaanse, Duitse, Italiaanse en Nederlandse kampioenschap. Daarnaast reed hij in 2005 en 2006 ook in het Europese 125 cc-kampioenschap. In 2006 debuteerde hij in de 125 cc-klasse van het wereldkampioenschap wegrace als vervanger van de geblesseerde Julián Simón tijdens de races in Groot-Brittannië en Duitsland op een KTM. Aan het eind van het seizoen reed hij nog twee races in Portugal en Valencia als wildcardcoureur.
In 2007 debuteerde Krummenacher als fulltime coureur in het WK 125 cc op een KTM. In de Grand Prix van Catalonië behaalde hij zijn eerste podiumfinish in de klasse. In de rest van het seizoen eindigde hij nog vier keer in de top 10. Met 69 punten werd hij dertiende in de eindstand.
In 2008 bleef Krummenacher actief in de klasse. Vroeg in het seizoen moest hij twee races missen nadat hij tijdens een training van zijn mountainbike viel. Er werd oorspronkelijk een gekneusde rib bij hem vastgesteld. Op de vrijdag voorafgaand aan de Grand Prix van Spanje voelde hij zich niet goed genoeg om te racen en werd hij naar een nabijgelegen ziekenhuis afgevoerd, waar bleek dat hij meer dan drie liter bloed had verloren. Hij moest direct geopereerd worden, zodat zijn gescheurde milt kon worden verwijderd. Later dat jaar moest hij vanwege een andere blessure ook de races in Indianapolis en Japan missen. In de rest van het seizoen was een tiende plaats in Frankrijk, waardoor hij met 10 punten op plaats 25 in het klassement eindigde.
In 2009 stapte Krummenacher binnen de 125 cc over naar een Aprilia. Hij behaalde drie top 10-finishes, met een negende plaats in de seizoensfinale in Valencia als beste resultaat. Met 32 punten eindigde hij op plaats 21 in de rangschikking.

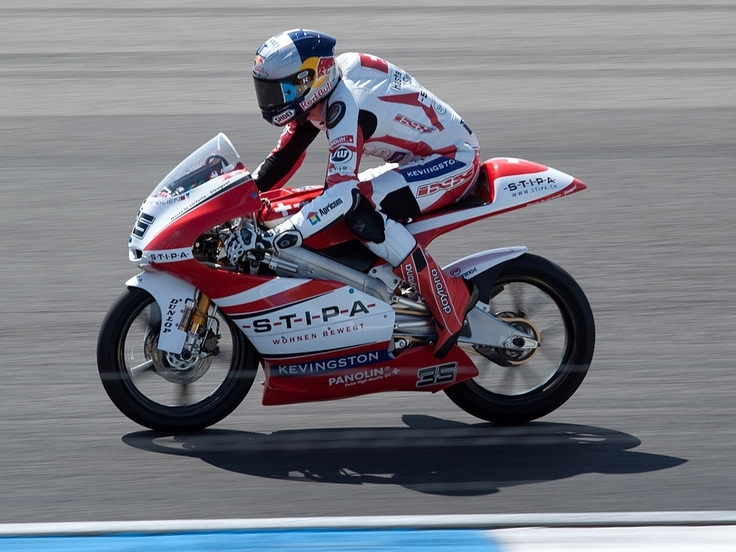
Randy Krummenacher op het TT-Circuit Assen in 2010.

In 2010 reed Krummenacher voor het Nederlandse team Stipa-Molenaar Racing GP op een Aprilia. Hij scoorde gedurende het seizoen twaalf top 10-finishes, met drie zesde plaatsen in de Grands Prix van Qatar en Italië en de TT van Assen als beste resultaten. Met 113 punten werd hij negende in de eindstand.
In 2011 maakte Krummenacher binnen het WK wegrace de overstap naar de Moto2-klasse, waarin hij op een Kalex reed. Zijn beste resultaat dat jaar was een vierde plaats in Duitsland en hij werd met 52 punten achttiende in het kampioenschap. In 2012 moest hij tegen het eind van het seizoen vier races missen nadat hij zijn voet brak tijdens de kwalificatie voor de Grand Prix van San Marino. Twee achtste plaatsen in Catalonië en Australië waren dat jaar zijn beste resultaten en hij werd met 32 punten wederom achttiende in het klassement.
In 2013 stapte Krummenacher binnen de Moto2 over naar een Suter. Hij behaalde zijn beste resultaat met een zesde plaats in Catalonië, maar moest vier races missen vanwege de gevolgen van een hersenschudding die hij opliep tijdens de vrije trainingen van de Grand Prix van Groot-Brittannië. Met 22 punten werd hij zeventiende in de eindstand.
In 2014 was het beste resultaat van Krummenacher een zevende plaats in Duitsland en hij eindigde met 24 punten op plaats 24 in de rangschikking. In 2015 keerde hij binnen de Moto2 terug naar een Kalex. Zijn beste klasseringen waren twee tiende plaatsen in Japan en Australië. Met 31 punten eindigde hij op plaats 21 in het kampioenschap.
In 2016 verliet Krummenacher het WK wegrace om over te stappen naar het wereldkampioenschap Supersport, waarin hij uitkwam op een Kawasaki. Hij wist direct zijn eerste race op Phillip Island te winnen. Vervolgens behaalde hij nog twee podiumplaatsen op Aragón en Donington. Hij leidde het kampioenschap na de eerste vier races, maar werd uiteindelijk achter Kenan Sofuoğlu en Jules Cluzel derde in de eindstand met 140 punten.

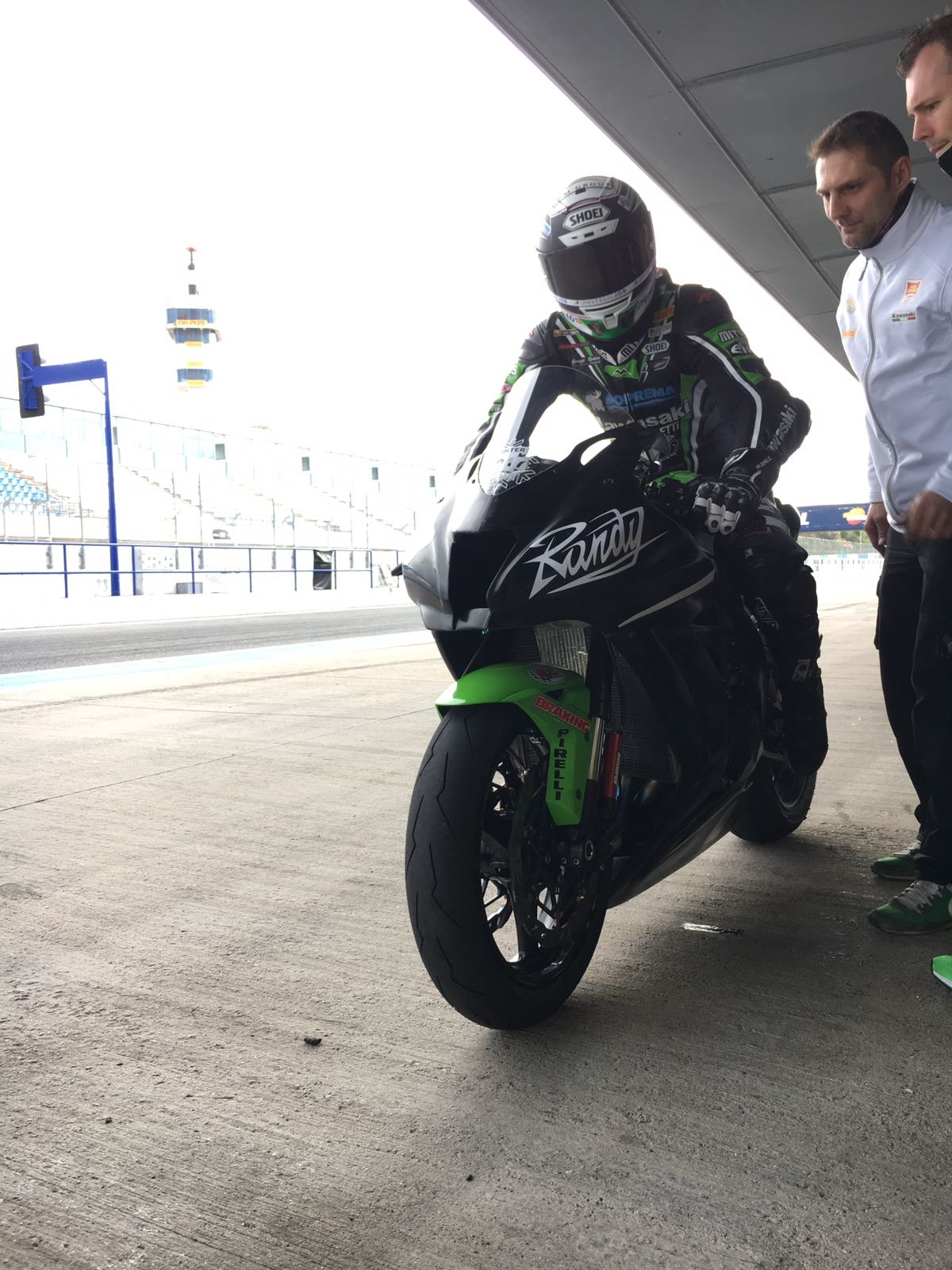
Randy Krummenacher op het Circuito Permanente de Jerez aan het eind van 2016.

In 2017 stapte Krummenacher over naar het wereldkampioenschap superbike, waarin hij voor hetzelfde team op een Kawasaki reed. Hij behaalde zijn beste resultaat met een zevende plaats op Misano. Hij moest echter de laatste vier raceweekenden van het seizoen missen nadat hij in Lausitz zijn pols brak. Met 50 punten werd hij zestiende in het eindklassement.
In 2018 keerde Krummenacher terug naar het WK Supersport, waarin hij op een Yamaha reed. In de eerste vier races behaalde hij drie podiumplaatsen, waaronder een overwinning in Buriram. Hierna kwam hij echter niet meer op het podium terecht, waardoor hij achter Sandro Cortese, Lucas Mahias en Jules Cluzel vierde werd in de eindstand met 159 punten.
In 2019 behaalde Krummenacher vier overwinningen op Phillip Island, Aragón, Imola en Misano. Hiernaast behaalde hij nog vier tweede plaatsen. Met 213 punten werd hij gekroond tot kampioen in de klasse.
In 2020 bleef Krummenacher actief in het WK Supersport, maar stapte hij over naar een MV Agusta. In de eerste race op Phillip Island werd hij gediskwalificeerd omdat het team de zegels van zijn motor had verwijderd zonder hier toestemming voor te vragen. Na deze race verliet hij het team, volgens hem omdat deze zijn professionaliteit, reputatie en persoonlijke integriteit in gevaar bracht.
In 2021 keerde Krummenacher terug in het WK Supersport en kwam hij wederom uit op een Yamaha. Oorspronkelijk reed hij voor het EAB Racing Team, waarvoor hij op Assen een podiumplaats behaalde. Vanaf de race in Barcelona stapte hij over naar het CM Racing, waar hij de geblesseerde Luca Bernardi verving. In zijn eerste race voor dit team behaalde hij meteen zijn enige overwinning van het seizoen. Met 156 punten werd hij tiende in het kampioenschap.

## Statistieken

### Grand Prix

#### Per seizoen
| Seizoen | Klasse | Motor  | Team                              | Races | Winst | Podiums | Poles | SR | Ptn | Pos |
| ------- | ------ | ------ | --------------------------------- | ----- | ----- | ------- | ----- | -- | --- | --- |
| 2006    | 125cc  | KTM    | Red Bull KTM GP125                | 4     | 0     | 0       | 0     | 0  | 0   | NC  |
| 2007    | 125cc  | KTM    | Red Bull KTM 125                  | 17    | 0     | 1       | 0     | 1  | 69  | 13e |
| 2008    | 125cc  | KTM    | Red Bull KTM 125                  | 13    | 0     | 0       | 0     | 0  | 10  | 25e |
| 2009    | 125cc  | KTM    | DeGraaf Grand Prix                | 16    | 0     | 0       | 0     | 0  | 32  | 21e |
| 2010    | 125cc  | KTM    | Stipa - Molenaar Racing GP        | 17    | 0     | 0       | 0     | 0  | 113 | 9e  |
| 2011    | Moto2  | Kalex  | GP Team Switzerland Kiefer Racing | 17    | 0     | 0       | 0     | 0  | 52  | 18e |
| 2012    | Moto2  | Kalex  | GP Team Switzerland               | 13    | 0     | 0       | 0     | 1  | 32  | 18e |
| 2013    | Moto2  | Suter  | Technomag carXpert                | 13    | 0     | 0       | 0     | 0  | 22  | 17e |
| 2014    | Moto2  | Suter  | IodaRacing Project                | 18    | 0     | 0       | 0     | 0  | 24  | 24e |
| 2015    | Moto2  | Kalex  | JIR Racing Team                   | 18    | 0     | 0       | 0     | 0  | 31  | 21e |
| 2023    | MotoE  | Ducati | Dynavolt Intact GP MotoE          | 16    | 1     | 4       | 0     | 1  | 167 | 5e  |
| Totaal  | Totaal | Totaal | Totaal                            | 161   | 1     | 5       | 0     | 3  | 552 |     |

#### Per klasse
| Klasse | Seizoenen       | 1e GP                 | 1e podium         | 1e winst                 | Races | Winst | Podiums | Poles | SR | Ptn | Kampioen |
| ------ | --------------- | --------------------- | ----------------- | ------------------------ | ----- | ----- | ------- | ----- | -- | --- | -------- |
| 125cc  | 2006-2010       | Groot-Brittannië 2006 | Catalonië 2007    |                          | 67    | 0     | 1       | 0     | 1  | 224 | 0        |
| Moto2  | 2011-2015       | Qatar 2011            |                   |                          | 79    | 0     | 0       | 0     | 1  | 161 | 0        |
| MotoE  | 2023            | Frankrijk 2023 R1     | Frankrijk 2023 R1 | Groot-Brittannië 2023 R1 | 16    | 1     | 4       | 0     | 1  | 167 | 0        |
| Totaal | 2006-2015, 2023 | 2006-2015, 2023       | 2006-2015, 2023   | 2006-2015, 2023          | 161   | 1     | 5       | 0     | 3  | 552 | 0        |

#### Races per jaar
(vetgedrukt betekent pole positie; cursief betekent snelste ronde)
| Jaar | Klasse | Motor   | 1      | 2       | 3      | 4       | 5      | 6      | 7       | 8       | 9      | 10       | 11      | 12      | 13     | 14     | 15     | 16      | 17     | 18     | Pos | Ptn |
| ---- | ------ | ------- | ------ | ------- | ------ | ------- | ------ | ------ | ------- | ------- | ------ | -------- | ------- | ------- | ------ | ------ | ------ | ------- | ------ | ------ | --- | --- |
| 2006 | 125cc  | KTM     | SPA    | QAT     | TUR    | CHI     | FRA    | ITA    | CAT     | NED     | GBR 20 | DUI 16   | TSJ     | MAL     | AUS    | JPN    | POR 16 | VAL DNF |        |        | NC  | 0   |
| 2007 | 125cc  | KTM     | QAT 19 | SPA 17  | TUR 15 | CHI 27  | FRA 13 | ITA 13 | CAT 3   | GBR 13  | NED 12 | DUI 5    | TSJ 9   | SMR 6   | POR 10 | JPN 19 | AUS 12 | MAL 17  | VAL 15 |        | 13  | 69  |
| 2008 | 125cc  | KTM     | QAT 22 | SPA WD  | POR    | CHI DNF | FRA 10 | ITA 17 | CAT 15  | GBR 13  | NED 19 | DUI DNF  | TSJ 23  | SMR 26  | INP    | JPN    | AUS 21 | MAL 19  | VAL 17 |        | 25  | 10  |
| 2009 | 125cc  | Aprilia | QAT 22 | JPN 18  | SPA 17 | FRA 15  | ITA 13 | CAT 10 | NED DNF | DUI 11  | GBR 18 | TSJ 17   | INP DNF | SMR 17  | POR 10 | AUS 15 | MAL 13 | VAL 9   |        |        | 21  | 32  |
| 2010 | 125cc  | Aprilia | QAT 6  | SPA 8   | FRA 14 | ITA 6   | GBR 7  | NED 6  | CAT 7   | DUI 11  | TSJ 17 | INP 7    | SMR 9   | ARA DSQ | JPN 11 | MAL 10 | AUS 9  | POR 7   | VAL 9  |        | 9   | 113 |
| 2011 | Moto2  | Kalex   | QAT 27 | SPA 27  | POR 7  | FRA 12  | CAT 5  | GBR 11 | NED 9   | ITA 13  | DUI 4  | TSJ DNF  | INP 21  | SMR 19  | ARA 21 | JPN 24 | AUS 21 | MAL 21  | VAL 16 |        | 18  | 52  |
| 2012 | Moto2  | Kalex   | QAT 11 | SPA 22  | POR 19 | FRA DNF | CAT 8  | GBR 14 | NED 11  | DUI 24  | ITA 12 | INP 17   | TSJ 21  | SMR DNS | ARA    | JPN    | MAL    | AUS 8   | VAL 19 |        | 18  | 32  |
| 2013 | Moto2  | Suter   | QAT 19 | AME DNF | SPA 17 | FRA 10  | ITA 15 | CAT 6  | NED 11  | DUI 17  | INP 19 | TSJ 16   | GBR 19  | SMR 16  | ARA    | MAL    | AUS    | JPN     | VAL 21 |        | 11  | 93  |
| 2014 | Moto2  | Suter   | QAT 13 | AME 13  | ARG 27 | SPA 15  | FRA 13 | ITA 26 | CAT 25  | NED DNF | DUI 7  | INP DNF  | TSJ 24  | GBR 13  | SMR 14 | ARA 27 | JPN 21 | AUS 19  | MAL 26 | VAL 22 | 24  | 24  |
| 2015 | Moto2  | Kalex   | QAT 17 | AME 21  | ARG 21 | SPA 14  | FRA 12 | ITA 14 | CAT 18  | NED 14  | DUI 13 | INP DNF  | TSJ 20  | GBR 12  | SMR 14 | ARA 17 | JPN 10 | AUS 10  | MAL 17 | VAL 21 | 21  | 31  |
| 2023 | MotoE  | Ducati  | FRA1 3 | FRA2 7  | ITA1 5 | ITA2 7  | DUI1 2 | DUI2 6 | NED1 3  | NED2 9  | GBR1 1 | GBR2 DNF | OOS1 11 | OOS2 7  | CAT1 6 | CAT2 9 | SMR1 8 | SMR2 11 |        |        | 5   | 167 |